# 世兵制
世兵制為魏晉南北朝通行的一種強制部分國民世代當兵的制度，世兵制亦稱為軍戶制或士家制。創立於三國時期，盛於西晉，在東晉南朝時逐漸衰弱，北朝後期，世兵制逐漸為府兵制所取代。

## 特色
所謂的世兵制，意旨將士兵全家從普通百姓身份中抽取出來，且擔任士兵的人終身為兵。世兵制的士兵會被強制脫離民籍，改為軍籍，其家人也需改為軍籍，若士兵死亡，其妻子家產皆會分配至士家。

## 起源
春秋初期可被視為世兵制的萌芽期，齊國管仲要求士農階級的人，平時務農習武，戰爭時出兵打仗，而國家會贈與這些人土地做為俸祿。三國時期戰爭量較大，士兵需求日增，但土地非荒廢，便是被地主大量兼併。如此的情況下，需有一個募兵制度，來保持固定的兵源和恢複發展生產，三國曹魏便實施了「世兵制」，男丁終身爲兵，父死子繼，兄終弟及，不准更改。

## 演進
西晉時期延續了三國曹魏的世兵制，並加以完善。西晉武帝伐吳時，除了17歲以上的男丁為士兵，12、13歲或15、16歲的男丁，有時也會被強制入伍，有時甚至發奴爲兵，以補世兵之不足。東晉時期由於長時間的內戰，導致軍役勞役負擔龐大，世兵大量逃亡，世兵制便開始走向衰亡。南朝世兵制度即衰，南朝劉宋開始，在世兵制度之外，間以征、募兵制度，即征民為兵，號為三五。蕭梁時期，“梁興以來，發人征役，號為三五”。東晉以來，江左門第閥閱制度甚嚴，「士庶之即，實自天隔」。在民間，兵戶賤如僕隸，平民亦羞與同列，這也是世兵制衰落的原因。而推行征兵制，也是造成官府控制下的自耕農銳減的原因之一。於是在蕭梁時期，“發召兵士，皆須鎖檞；不爾，便即逃散”。軍隊時期的低落，也造成了隋滅陳時，韓擒虎直破建康城，擒陳叔寶及寵妃張麗華。《陳書•張貴妃傳》:“後主張貴妃名麗華，兵家女也。”足見終南朝之世,世兵制度依然存而不廢。
北魏基本上實施世兵制，原先多以鮮卑部族兵為編入軍戶的主要來源，但隨著鮮卑族日益加深的封建化，歸附的士兵，甚至叛逃者、罪人及其家屬被強制編入軍戶，軍戶的社會地位因此日趨下降，軍戶要免除軍籍爲民，必須經皇帝詔書允許。
在明朝，則是沿用元朝的軍民分籍制，軍戶由衛所分别管理，並隨營屯戍。清朝，鴉片戰爭爆發後，八旗、綠營兵制敗壞，招寡士兵不再世襲，中國歷史上輾轉實行的世兵（军户）制也走到了盡頭。

## 評價
世兵制是三國時期的一大創造，是在天下殘破、戶又銳減、徵募都難以規模實行的困難條件下誕生的新制度。士家當兵是世襲職業，作戰經驗豐富，作戰技能提高，有較強的戰鬥力。世兵制通過以眾將部曲的家屬為人質，加強了對眾將的控制，抑制了軍中豪強擁兵割據的傾向，保證了軍隊的集中統一，對於結束群雄割據、形成三國鼎立和全國統一，起了一定作用。但世兵制逐漸全面邊緣化，在整個社會階層結構中失去了應該有的合理定位，世兵制在接下來的漫長帝制社會中不但沒有隨着朝代更替而有過多的改變，還從法規制度層面變得更加系統和規範。因此，世兵制軍人地位實現機制，是造成中國傳統社會中軍人相對地位較低、生活窮困的重要制度淵源。